# Jukebox (album de Tai-Luc)
 (septembre 2022).
Si vous disposez d'ouvrages ou d'articles de référence ou si vous connaissez des sites web de qualité traitant du thème abordé ici, merci de compléter l'article en donnant les références utiles à sa vérifiabilité et en les liant à la section « Notes et références ».
Cet article concerne l'album de Tai-Luc. Pour l'album de Cat Power, voir Jukebox.
Pour les articles homonymes, voir Jukebox (homonymie).
Jukebox est un album de Tai-Luc paru en décembre 2007, composé essentiellement de reprises de chansons américaines, birmanes et françaises.
1. I Saw the Light (Hank Williams)
2. Thoo thuu thing bee laa (Traditionnel birman)
3. Pale Blue Eyes (Lou Reed)
4. Pistol Packin' Mama (Al Dexter)
5. Take Me Like I Am (Johnny Horton)
6. Walk Don't Run (Johnny Smith)
7. La Bohème (Charles Aznavour, Jacques Plante)
8. Le Temps des cerises (Jean-Baptiste Clément)
9. La fille de Londres (Pierre Mac Orlan)
10. Tu voulais (Tai-Luc)
11. I Don't Care (Hank Williams)
12. Run Run Run (Lou Reed)
13. Sunday Morning (Lou Reed & John Cale)
14. Femme Fatale (Lou Reed)
15. Perfect Day (Lou Reed)